# Baby I
"Baby I" là một bài hát được thu âm bởi nữ ca sĩ người Mỹ Ariana Grande là một trong những bài hát trong album đầu tay của cô là Yours Truly (2013). Bài hát được viết bởi Babyface, Antonio Dixon và Patrick Smith, được sản xuất bởi Babyface và Antonio Dixon. Bài hát được phát hành bởi hãng đĩa  Republic Records vào ngày 22 tháng 7 năm 2013 đây là bài hát đĩa đơn thứ 2 trong album. "Baby I" là một bài hát mang phong cách Nhạc pop và R&B kết hợp với trống và kèn. Bài hát cũng chứa một vài nhịp điệu lấy cảm hứng từ thập niên 90. Về phần lời, bài hát này nói về việc bạn không thể bày tỏ tất cả cảm xúc chân thật của bản thân với người mình yêu. Bài hát được các nhà phê bình âm nhạc đón nhận một cách nhiệt tình, họ khen ngợi những âm thanh mới lạ của bài hát và đặc biệt họ khen ngợi chất giọng của Grande giọng hát của Ariana được so sánh với giọng hát của Mariah Carey.
Bài hát được phát hành trên đài Contemporary hit radio ở Hoa Kỳ vào ngày 8 tháng 8 năm 2013. Về thương mại, bài hát được xuất hiện trên Billboard Hot 100 với vị trí số 21 đứng liên tiếp 4 tuần. Về quốc tế, bài hát đã lọt vào bảng xếp hạng Record charts của một số quốc gia bao gồm Úc, Canada và Hà Lan, đĩa đơn đạt được nhiều thành công đặc biệt là ở Nhật Bản bài hát đã đạt vị trí thứ 6 và nhận được chứng nhận Vàng của Hiệp hội Công nghiệp Ghi âm Nhật Bản. "Baby I" đã thành công nhận được chứng nhận bạch kim của Hiệp hội Công nghiệp Ghi âm Hoa Kỳ.
Sau đó "Baby I" đã ra một video ca nhạc do Ryan Pallotta đạo diễn và M/V đã được quay tại Koreatown Los Angeles. Được phát hành trên kênh Vevo của Grande vào ngày 5 tháng 9 năm 2013. Video đã được các nhà phê bình đón nhận rất nồng nhiệt vì đã làm nổi bật nên con người Ariana và phong cách của video. Theo Grande cho biết cô muốn mô phỏng "sự sôi động của các video âm nhạc của đầu thập niên 90" cô chọn phong cách của nam diễn viên Will Smith và nhóm nhạc TLC (ban nhạc) làm 2 nguồn cảm hứng.

## Bối cảnh và phát hành
"Baby I" được viết bởi Babyface, Antonio và Patrick và Babyface, Antonio đảm nhiệm sản xuất. Ban đầu bài hát được viết bởi Babyface viết cho Beyoncé nhưng cô ấy đã từ chối bài hát này 